# クリエイティブテクノロジー
クリエイティブテクノロジー (Creative Technology, Ltd.) は、シンガポールに本社を置く多国籍の、マルチメディア機器製造企業である。
スピーカーやヘッドフォンなどの音響機器を手がけている。現在の海外での取り扱い製品についてはアメリカ向け公式サイトを参照のこと。
日本法人はクリエイティブメディア株式会社で、アイ・オー・データ機器との合弁会社である。現在の日本法人は上記のようなコンシューマ向けオーディオ機器販売に特化しつつある。

## 歴史
1981年7月1日にシンガポールでSim Wong HooおよびNg Kai Waが設立。創業者2人は幼馴染であり、なおかつニー・アン・ポリテクニック（en:Ngee Ann Polytechnic）での同窓生である。当社は最初はシンガポールのチャイナタウンにあるショッピングセンター Pearls Centre内に店舗を構えたコンピュータ修理店であったが、Apple II用の増設メモリーボードを開発し、それによるメモリー増設も業務のひとつとして行うようになった。その後、当社は$500,000を使いCubic CTを開発した。このCubic CTはIBM PCの互換PCの一種だが中国語を搭載したもので、カラーグラフィックを増強し内蔵サウンドカードにより音声やメロディーを発生させることができるものだった。当時は多言語のコンピュータの需要が無くCubicのマルチメディア機能に対応するアプリケーションソフトも少なすぎたため、Cubic CTは商業的には失敗に終わった。

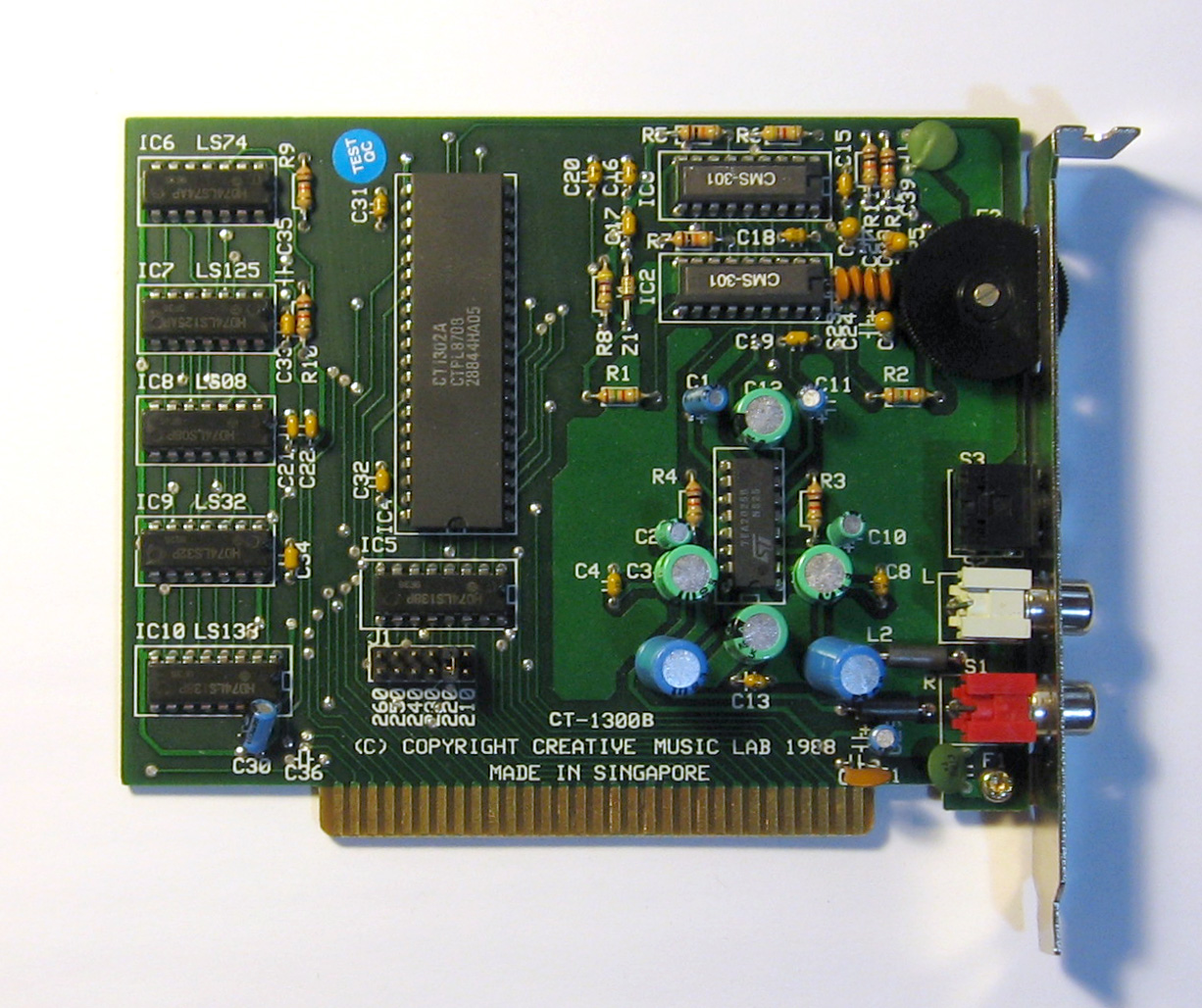
Creative Music System

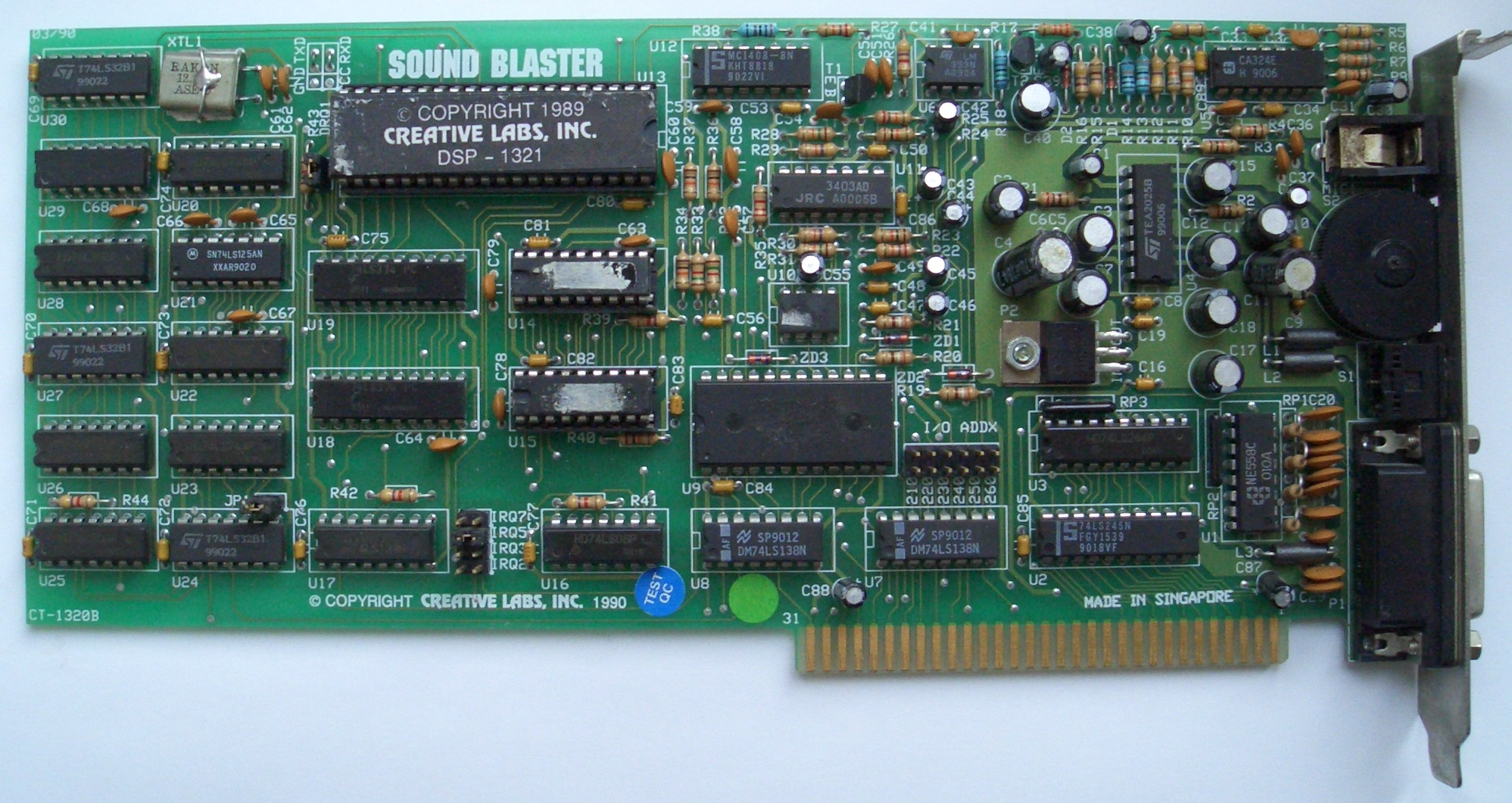
Sound Blaster 1.0

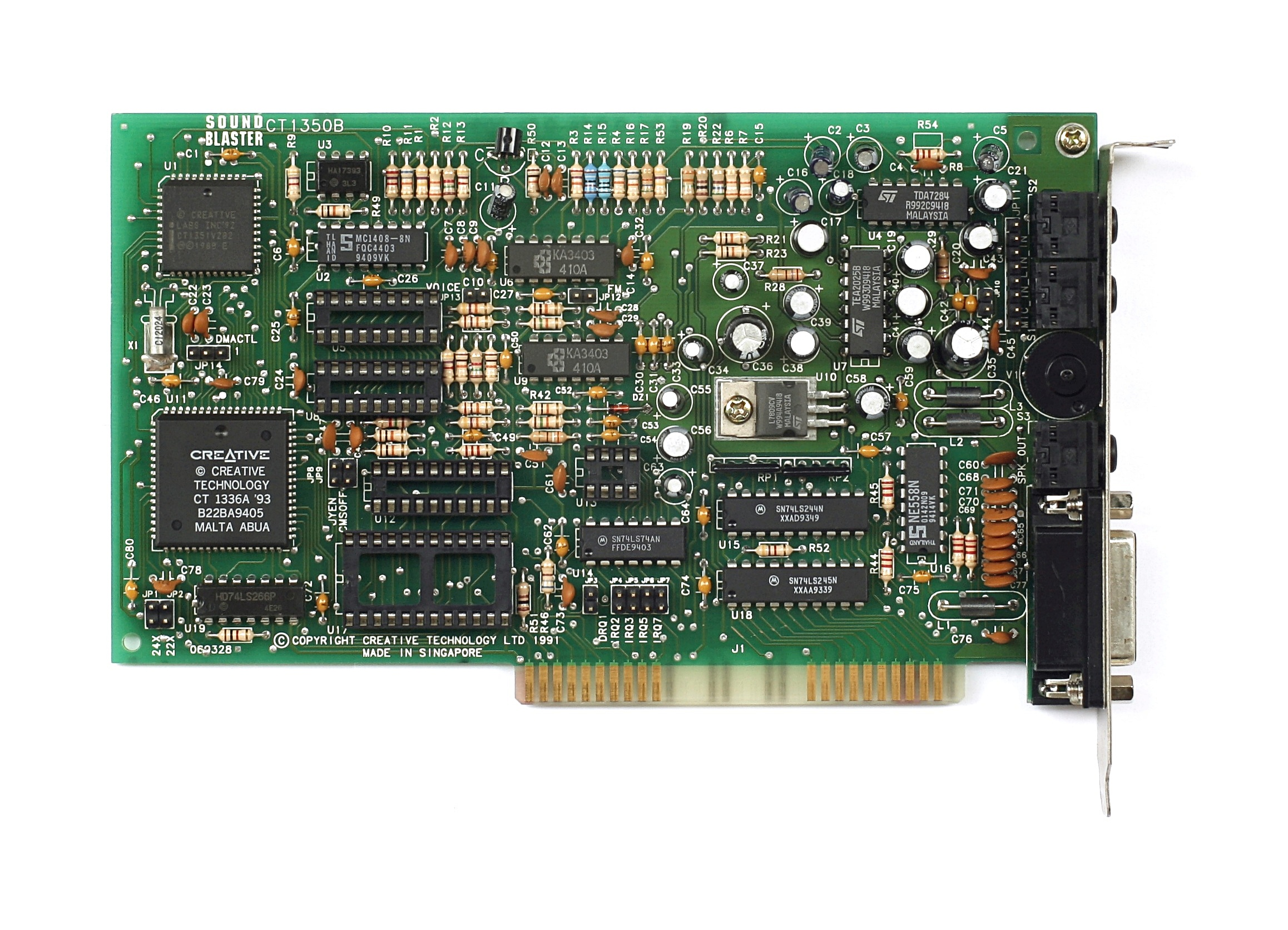
Sound Blaster 2.0

そこで当社は、言語ではなく音楽に注力することにし、Creative Music Systemという名のPC増設カードを開発した。創業者のひとりSimはアメリカ、シリコンバレーでCreative Labs, Inc.を設立し、ソフトウェア開発者をサウンドカードの開発に引き込み、前述のカードCreative Music Systemの名称をGame Blasterに変更しオーディオインタフェースとし、ラジオシャックのTandy部門に売り込んだ。このGame Blasterの販売が順調だったおかげでスタンドアロン型のSound Blasterサウンドカードの開発を行えるようになり、それを1989年のCOMDEX展示会で発表することができた。この年のCOMDEXはマルチメディアPCの市場の様相を呈していて、インテルのi386 CPUやマイクロソフトのWindows 3.0の登場が追い風となって、当社のSound Blasterカードの販売は軌道に乗った。Sound Blasterカードの成功により、当社の収益は1989年の 540万 米ドルから1994年の6億5800万 米ドルへと大成長した。
こうしてパーソナルコンピュータのサウンドカードの大手として知られるようになった。当社のサウンドカードはSound Blasterという商品名でPCIバス・PCI Expressバス接続型からUSB接続型までラインナップを豊富に揃えた。グラフィックボードやキャプチャカードなど他の周辺機器も作っていた（3D Blaster、Modem Blasterなど、商品名の語尾にBlasterがつくものが多かった）
1992年には当社の株式がNASDAQ市場で取引される銘柄となった。シンガポール企業のアメリカの株式市場における上市は初の出来事であった。
1993年に、ソフトウェアシンセサイザーやオーディオインタフェースのメーカーのE-MU Systems社の買収を完了し、当社の傘下に収め、デスクトップミュージック (DTM) に特化したサウンドカード（E-MU 0404PCI、0404USBなど）を販売するようになった。
1994年6月、当社の株式がシンガポール株式市場で上市された。
1996年には、アメリカのマルチメディアスピーカーやホームシアター向けスピーカーのメーカーであったen:Cambridge SoundWorks社の買収を完了した。
1998年、PCI接続のサウンドボード、Sound Blaster Live! シリーズの第一弾を発売した。これは当時のPCI接続のサウンドボードとして最高性能のものであり、当社はこの市場でも覇者的な存在となった。

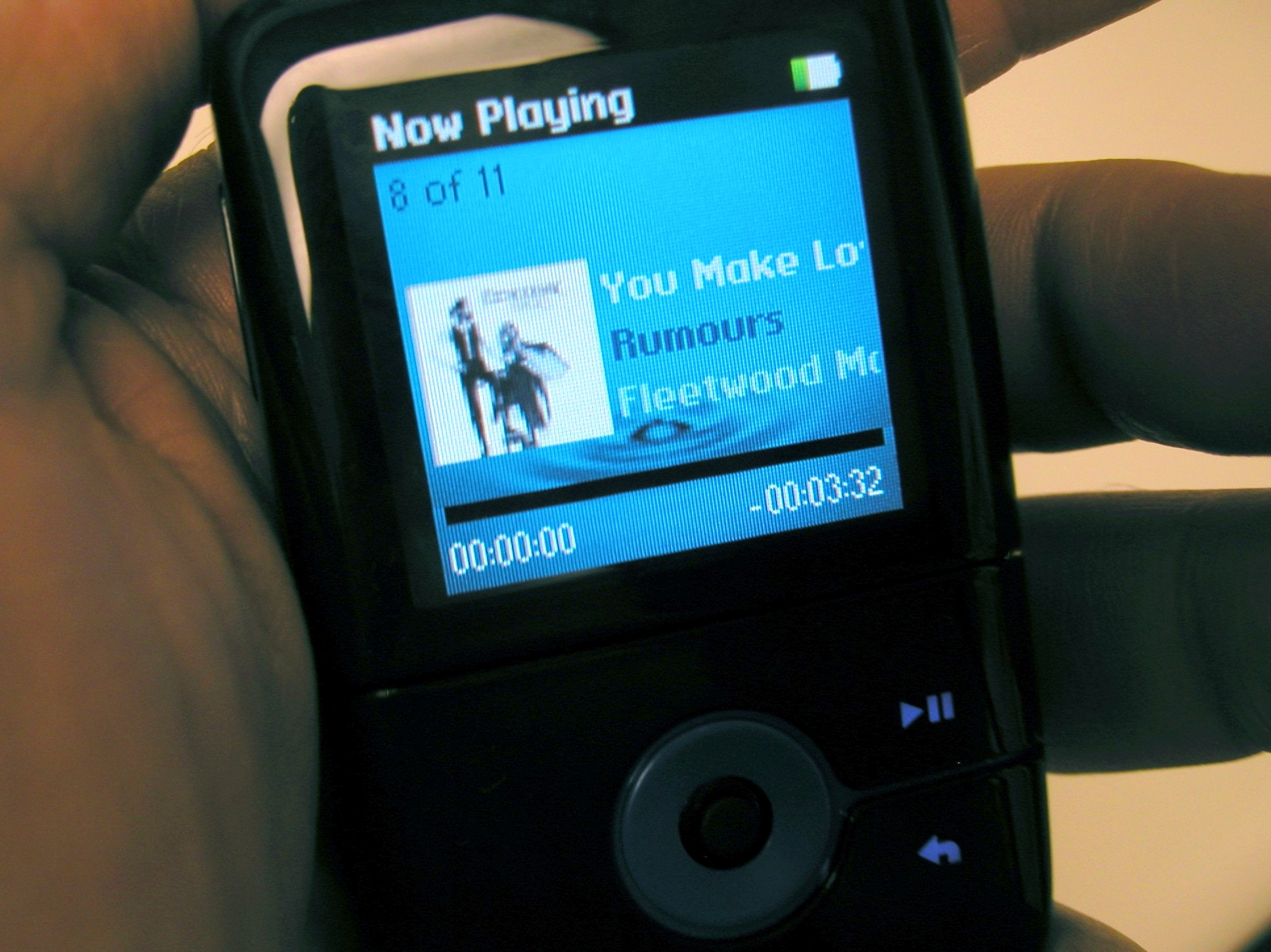
ZEN V

1999年4月に、MP3携帯プレーヤーのNOMADを発売。
2000年代や2010年代、NOMADやZENという商品名でフラッシュメモリ記録型、小型ハードディスクドライブ記録型の携帯プレーヤーを販売した。また静止画像・動画再生もできるZEN Visionシリーズの販売に力を入れた。
Zen特許
2001年1月5日、「Zen特許」と当社が呼ぶものを特許出願し、2005年8月9日に特許取得した（米国特許6,928,433号）。「Zen特許」はCreativeのZenおよびNOMADプレーヤーの多くで採用されたものと同社は発表文で述べ、携帯メディアプレーヤーのユーザーが効率的、直観的にプレーヤーをナビゲートし、楽曲を選択できるようにするユーザーインタフェースをカバーするといい、例えばアーティスト、アルバム、楽曲が画面に表示される場合、たとえばユーザーがアーティストを選ぶと、そのアーティストのアルバムがディスプレイに表示される。アルバムの1つを選択すると、今度はそのアルバムの楽曲が表示される。当社はAppleのiPodやiPod miniなどの競合製品の一部にも見られるユーザーインタフェースに関連するものだとし、Zen特許がカバーするユーザーインタフェースが最初に採用されたのは米国で2000年9月に発売されたNOMAD Jukeboxであり、iPodの登場はその13カ月後の2001年10月だと当社の会長兼CEO（最高経営責任者）シム・ウォン氏は発表文で述べた。当社はAppleを相手として訴訟を起こし、iPodやiPod miniなどが「Zen特許」を侵害していると主張し、Appleに対する販売差し止めや損害賠償を求め、Appleが「和解」を選択せざるを得ない状態に追い込み、2006年8月、Appleから「和解」と1億ドルの支払いを勝ち取った。

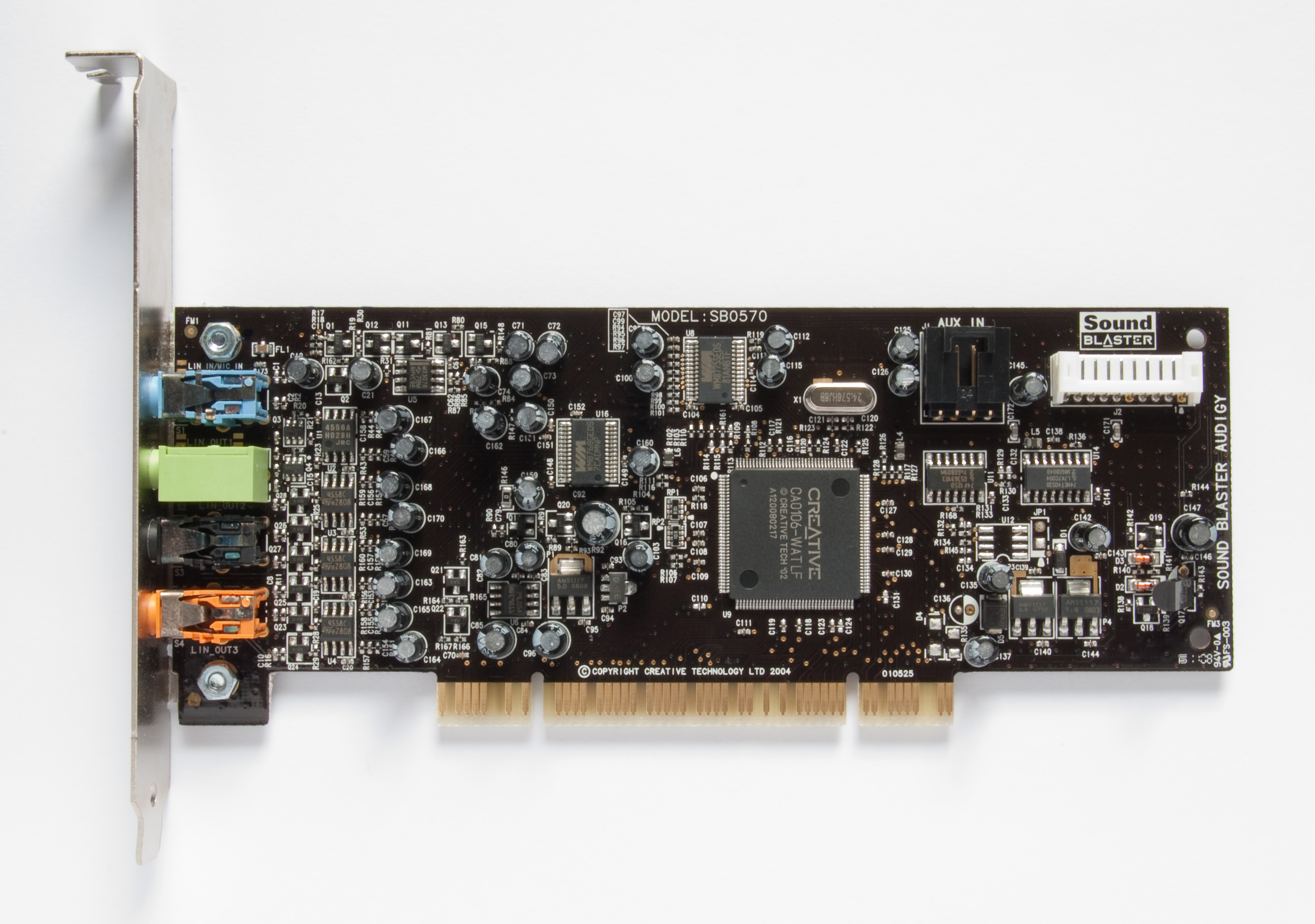
en:Sound Blaster Audigy

2001年8月、en:Sound Blaster Audigyシリーズの第一弾を発売。
2005年5月、Sound Blaster AudigyとSound Blaster Extigyの販売手法に関してCreative Labsがクラスアクションの状態に入ったとen:The Inquirer紙が報じた。
当社はNASDAQ銘柄のひとつ（CREAF）であったが、2007年、当社の側からNASDAQ銘柄から外れることを申し出た。その後、当社の株式はシンガポール市場 (SGX-ST)のみで取引される状態になった。
2008年の前半にCreative Labsは、財務事情により、オクラホマ州スティルウォーカーのテクニカルサポート従業員を数名解雇した。その年の後半、
当社の公式ネットフォーラム上でアカウント名「Daniel_K」が当社のサウンドカードの動作改善のためにWindows Vista用にモディファイしたドライバを配布していていることを止めるように当社が要求したことで、当社は世の中から批判を浴びるようになった。当社は一旦そのアカウントを削除したが、一週間後に戻した。
2012年11月、当社とインテルは、5000万ドルと引き換えに、当社の子会社であるZiiLABS Inc. Ltdから技術や特許を提供し、イギリス支社の技術的資源や資産を譲ることに合意した。なお、ZiiLABS Inc. Ltdはその後もCreativの完全子会社であり続けており StemCellメディアプロセッサおよびその特許は保持しつづけており、そのサポートも続けている。

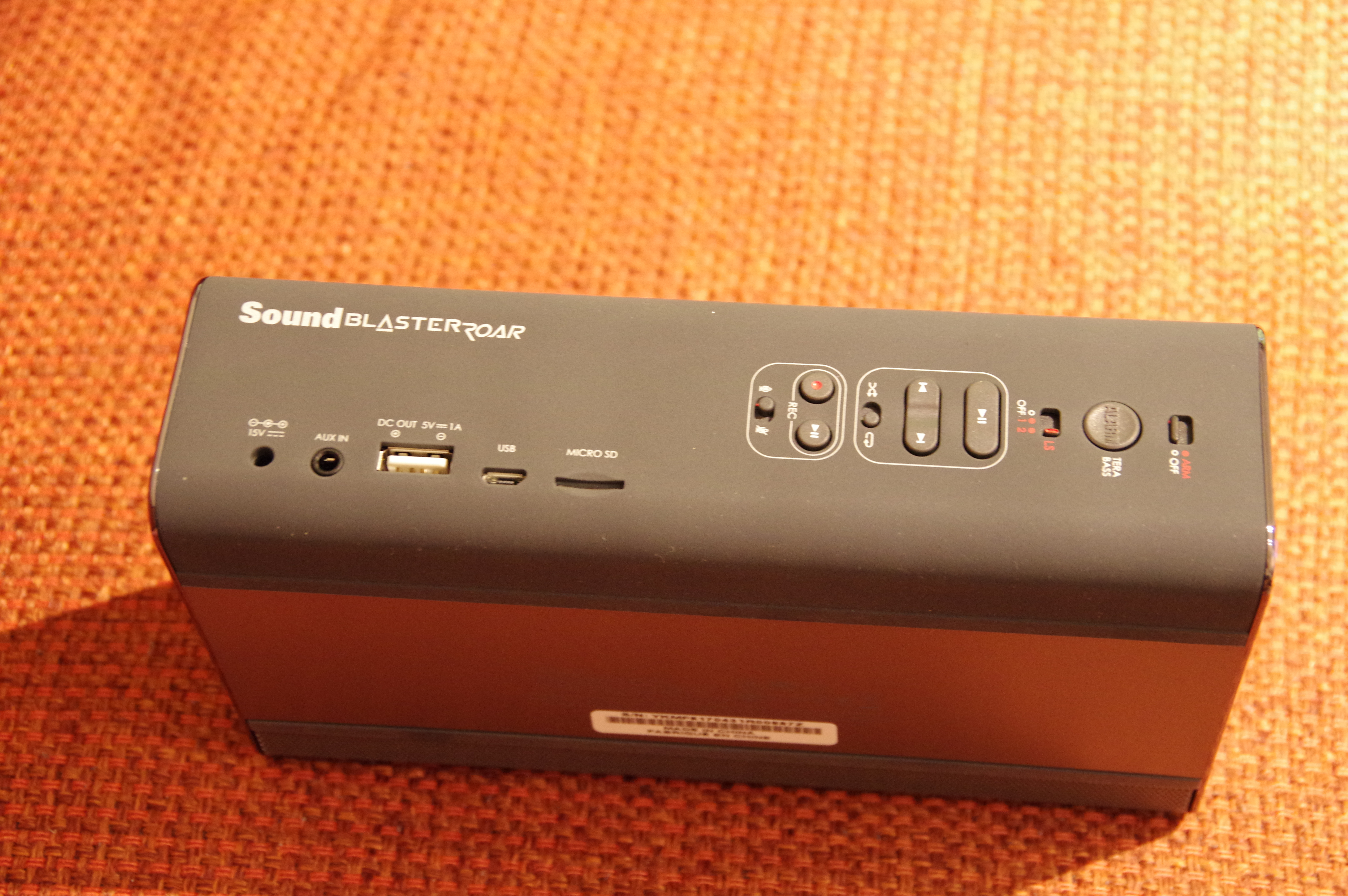
en:Sound Blaster Roar

2014年から2017年にかけては、オーディオ分野での競争の激化により、当社のオーディオ製品からの収益は一年あたり平均15%のペースで減少した。

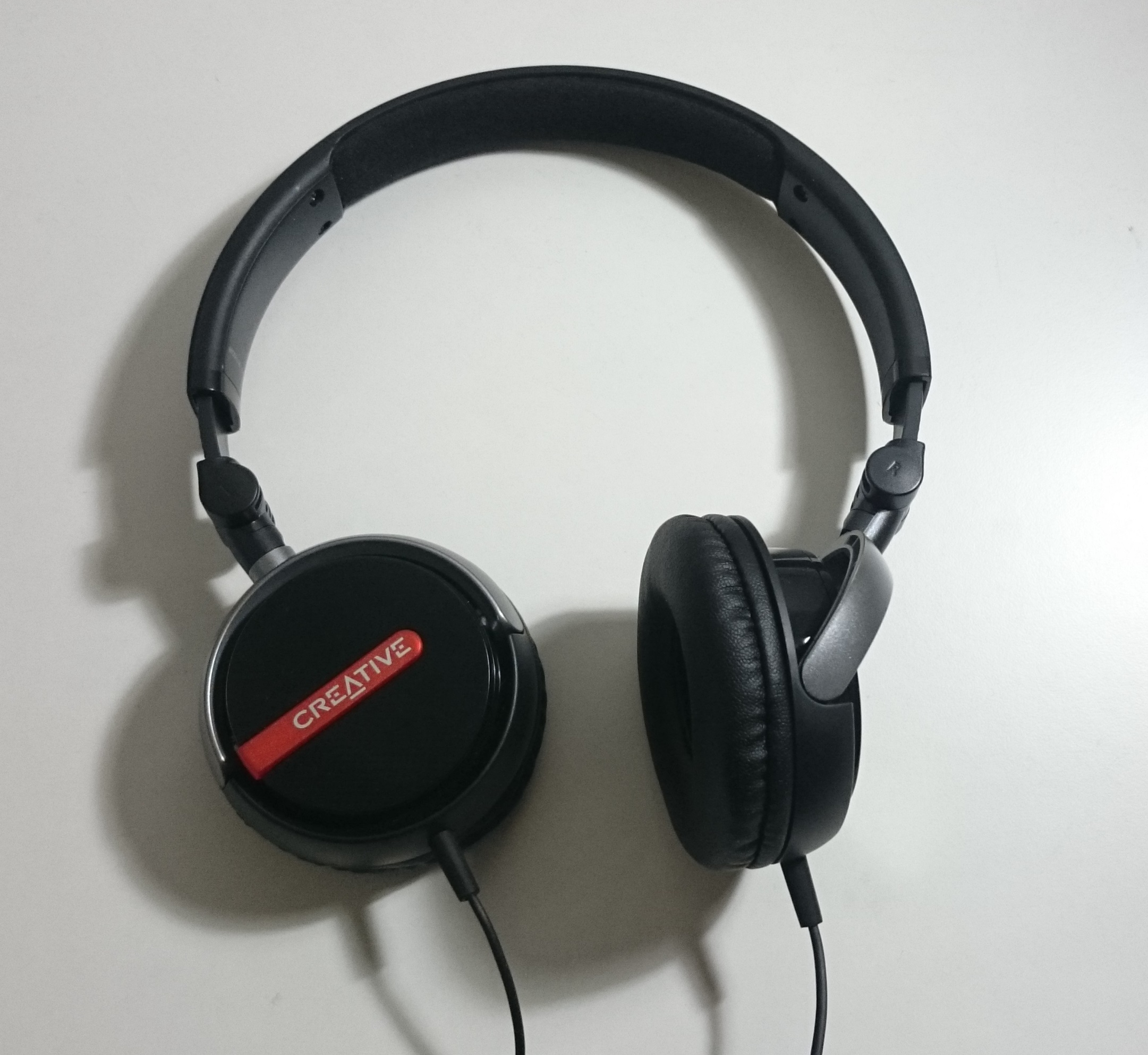
ヘッドフォン
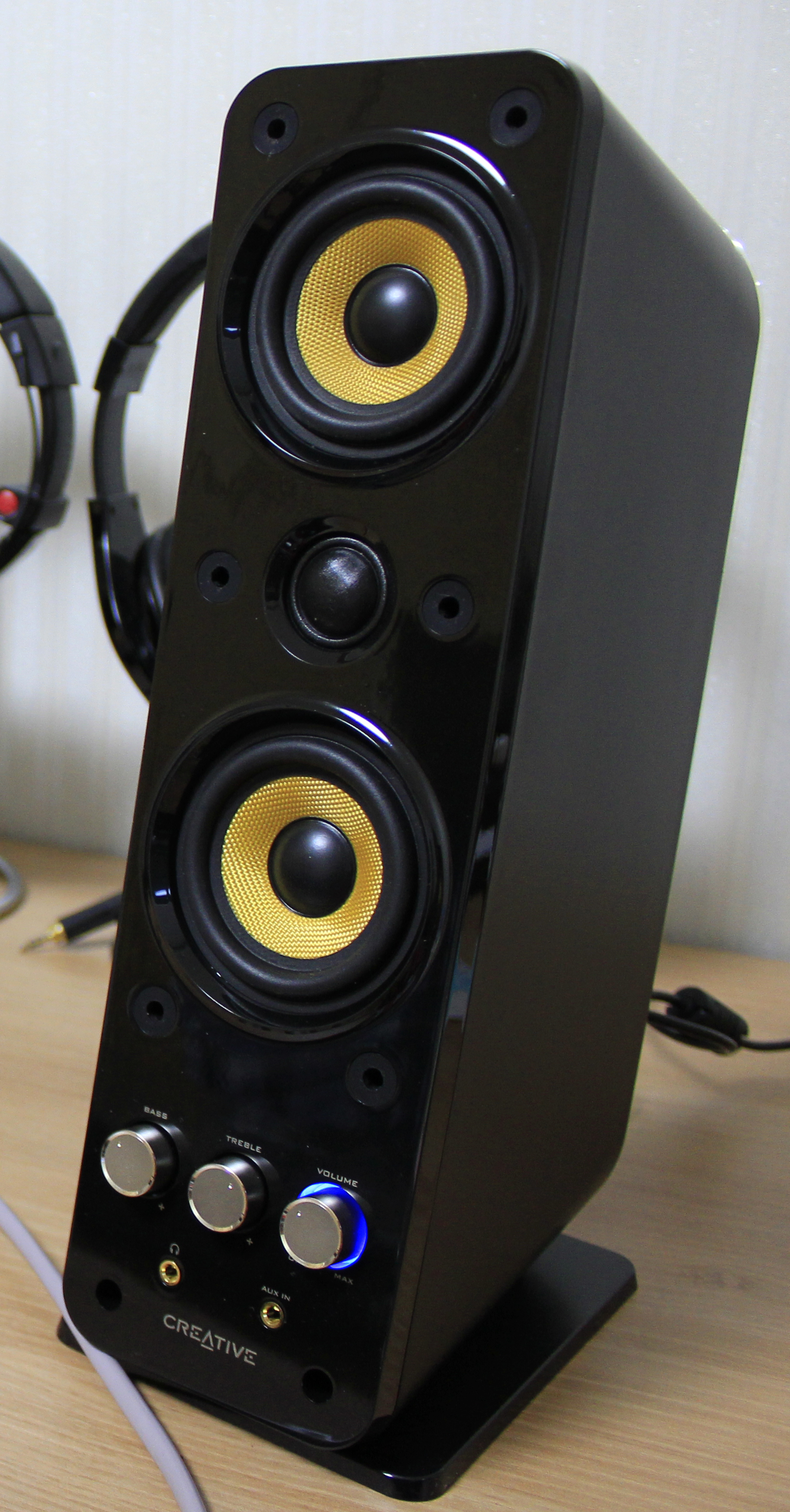
スピーカー
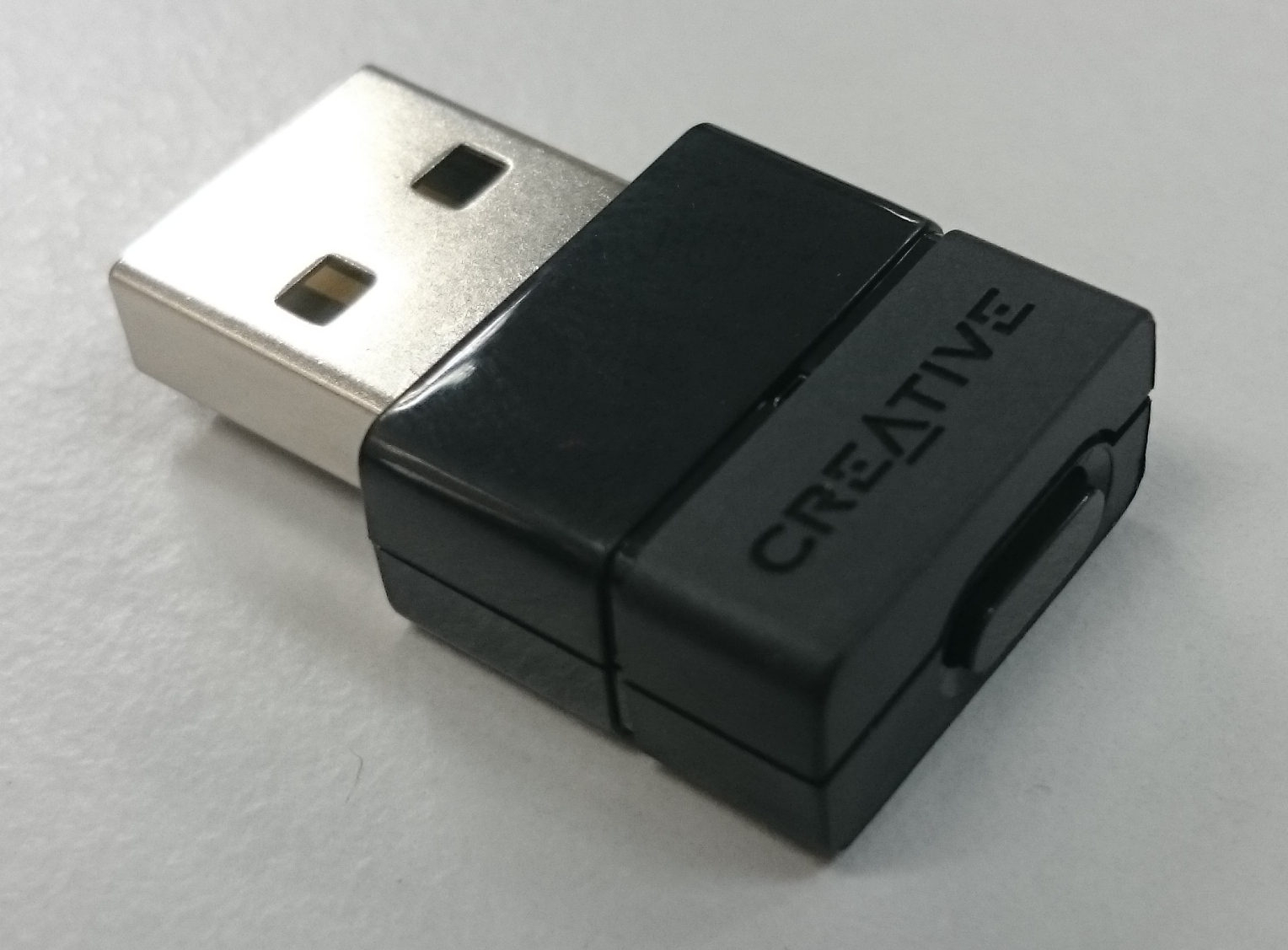
USB・ブルートゥーストランシーバー

2018年にラスベガスで開催されたコンシューマーエレクトロニクスショー（CES）で、当社のSuper X-Fiドングルが「Best of CES 2018」賞を受賞した。
2023年1月4日、CEOのSimが死去し、Creative Labs Business Unitの長だったSong Siow HuiがCEOに指名された。

## 現行の主な製品

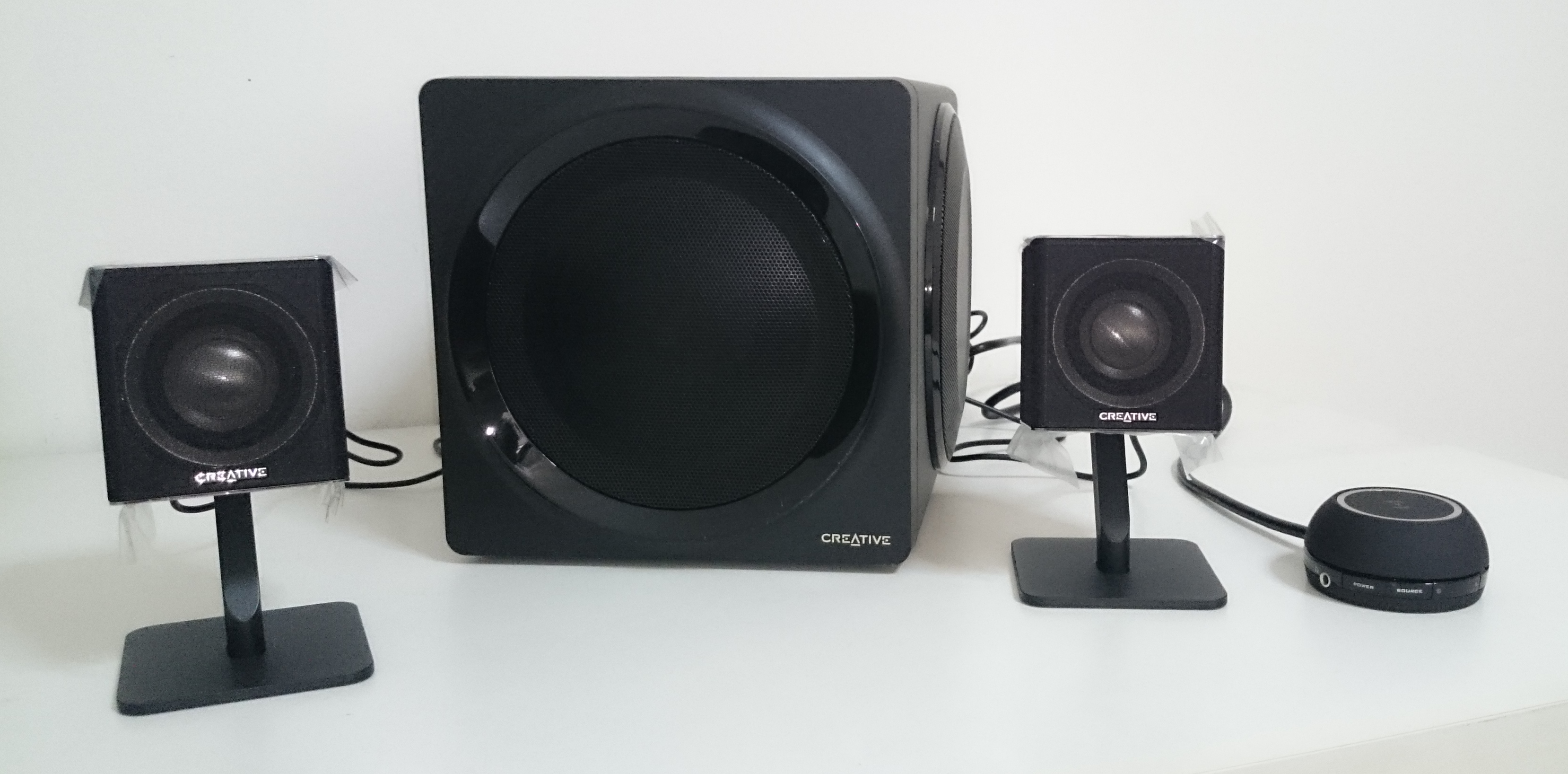
Creative T4 ワイヤレス 2.1 スピーカー

アメリカ向け公式サイトより。
| - Super X-Fi - Sound Blasterブランド製品群 - 内蔵サウンドカード - USB接続 DAC および アンプ - ゲーミング DAC および アンプ - ゲーミングヘッドセット - スピーカー - コンピュータ用スピーカー - サウンドバー・スピーカー - ブルートゥーススピーカー - ポータブルスピーカー | - ヘッドフォン/イヤフォン - ワイヤレスヘッドフォン - 骨伝導ヘッドフォン - オーバーイヤー・ヘッドフォン - インイヤー・ヘッドフォン - ゲーミングヘッドセット - ワークソリューション - Webカメラ - USBドングル - ハイレゾDAC |  |

## 関連会社
シンガポール
- Creative Technology Ltd.

アメリカ合衆国
- Creative Labs, Inc.

ヨーロッパ圏
- Creative Labs (Ireland) Ltd.

アジア圏
- Creative Technology Ltd.
- Creative Labs Pte Ltd.
- クリエイティブメディア株式会社
- Creative Labs China Ltd.

## その他
商品自体・パッケージ・説明書などは、多言語を一枚あるいは一冊にまとめ低コスト化に努めている。